# Mirlind Daku
Mirlind Daku, né le 1er janvier 1998 à Gjilan (alors en République fédérale de Yougoslavie, aujourd'hui au Kosovo), est un footballeur international albanais, qui a aussi été international kosovar. Il joue au poste d'avant-centre au Rubin Kazan.

## Biographie

### En club
En janvier 2017, il rejoint le KF Llapi en provenance du KF Hajvalia.
En 2018, il rejoint le NK Osijek en Croatie pour quatre ans.
Après avoir joué une saison avec l'équipe réserve, il est prêté au FK Kukës pour un an. Mais dès le mois de janvier 2020, il est à nouveau prêté, cette fois au KF Ballkani. Lors de la saison 2020-2021 avec le KF Ballkani, il inscrit 31 buts en 34 matchs du championnat du Kosovo, dont il termine meilleur buteur.
En 2021, il prolonge son contrat le liant au NK Osijek jusqu'en 2021. Cette même année, il rejoint l'équipe première du club.
Le février 2022, il est prêté au club slovène du NŠ Mura. À l'issue la saison, son prêt est prolongé d'une saison, et assorti d'une option d'achat. À l'automne 2022, il est le meilleur buteur du championnat avec 11 réalisations. Pourtant, au printemps, son rendement baisse, et Daku termine la saison à 19 buts, soit un de moins que le meilleur buteur du championnat, Žan Vipotnik. Le club slovène décide de ne pas lever l'option d'achat en raison de son montant trop élevé. Il est tout de même considéré comme l'un des meilleurs attaquants de l'histoire du club.
Le 11 juillet 2023, Daku rejoint le Rubin Kazan pour trois ans, contre 1,2 M€.

### En sélection

#### Avec le Kosovo
Mirlind Daku honore sa première sélection en équipe du Kosovo le 11 novembre 2020 en amical face à l'Albanie, en remplaçant Florent Hadergjonaj à six minutes du terme de la rencontre. Il dispute aussi 4 matchs amicaux avec les Dardanët au mois de juin 2021.

#### Avec l'Albanie
En juin 2023, déçu de ne pas avoir été sélectionné par Alain Giresse avec le Kosovo, il déclare être prêt à représenter l'Albanie. En effet, comme il n'a disputé que des matchs amicaux avec le Kosovo, Daku est éligible à un changement de nationalité sportive selon les règles de la FIFA. Quelques semaines plus tard, il reçoit la nationalité albanaise.
Daku fait alors ses débuts avec l'équipe d'Albanie le 7 septembre 2023 contre la Tchéquie en qualifications à l'Euro 2024, entrant en jeu à la place de Sokol Cikalleshi en deuxième mi-temps. Pour son deuxième match avec les Shqiponjat, il marque son premier but international face à la Pologne. Daku et ses compatriotes parviennent à qualifier l'Albanie pour la deuxième phase de groupes du Championnat d'Europe de leur histoire.
Il est retenu dans la liste des 26 joueurs albanais du sélectionneur Sylvinho pour participer à l'Euro 2024.